# Esumba
L’île Esumba est une des plus larges îles sur le fleuve Congo. Elle est située au Congo-Kinshasa, à 20 km en aval de Lisala. Elle mesure plus de 50 km de long et a une superficie d’environ 250 km2.